# Wolfgang Germ

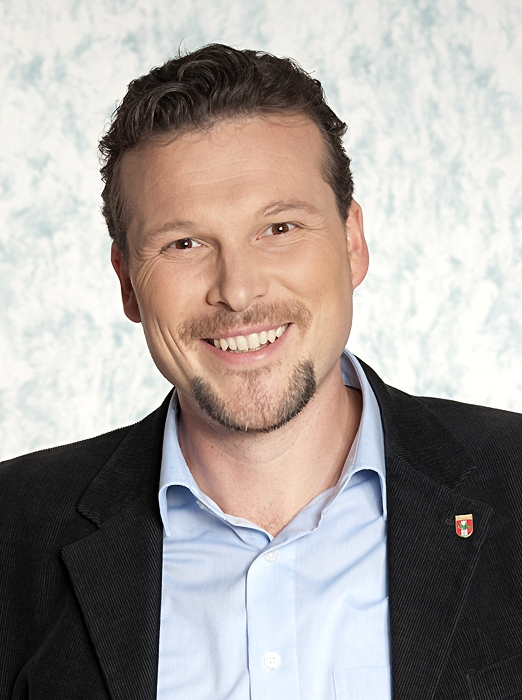
Wolfgang Germ im Jahr 2011

Wolfgang Germ (* 28. Juni 1975 in Klagenfurt) ist ein österreichischer Politiker, der lange Zeit für die Freiheitlichen in Kärnten (vormals BZÖ/FPK) aktiv war. Von Oktober 2014 bis April 2015 war er erster Vizebürgermeister der Landeshauptstadt Klagenfurt, von März 2019 bis April 2021 hatte er das Amt des zweiten Vizebürgermeisters inne.

## Leben und Wirken
Nach dem Absolvieren einer landwirtschaftlichen Fachschule machte Germ eine Lehre zum Baumaschinen-Mechaniker. Seit 1997 ist er bei der Berufsfeuerwehr tätig. Um dort eine Offizierskarriere einschlagen zu können, holte er in einer Abendschule die HTL-Matura nach. In dieser Zeit begann er politisch aktiv zu werden.
Wolfgang Germ begann seine politische Karriere bei der FPÖ als Ortsparteiobmann im Stadtbezirk St. Peter. Im weiteren Verlauf war er für die Partei als Personalvertreter, Organisationsreferent und Wahlkampfleiter für die Gemeinderatswahl 2009 tätig. Bei der Wahl erreichte das damalige BZÖ in Klagenfurt 38,5 Prozent der Stimmen, Spitzenkandidat Christian Scheider wurde nach einer Stichwahl neuer Bürgermeister. Wolfgang Germ wurde Stadtrat mit den Agenden Personal, Stadtgarten und Friedhöfe. Im Juli 2014 wurde er zum geschäftsführenden Stadtparteiobmann bestellt, Christian Scheider verblieb jedoch Parteichef. Nach dem Austritt von Albert Gunzer aus der in dieser Zeit von internen Konflikten geplagten Partei ersetzte Germ diesen ab Oktober 2014 als Vizebürgermeister. Nachdem die FPÖ bei der Gemeinderatswahl 2015 das Bürgermeisteramt verloren hatte, hielt Germ bis 2019 wieder das Amt eines Stadtrats mit den Agenden Entsorgung und Wasserschutz inne. Nachdem ihm eine Umfrage höhere Erfolgschancen bei der für 2021 geplanten Gemeinderatswahl bescheinigt hatte, löste er auf Drängen des Parteigremiums Christian Scheider als zweiten Vizebürgermeister ab. Scheider nahm die Entscheidung eher widerwillig hin, trat im November 2020 aus der FPÖ aus und beschloss, eigenständig bei der Gemeinderats- und Bürgermeisterwahl 2021 zu kandidieren. Nach einem enttäuschenden Wahlergebnis der FPÖ, die deutlich hinter dem nun für das Team Kärnten angetretenen Scheider zurücklag, trat Germ als Stadtparteiobmann zurück und kündigte an, dem Stadtsenat der kommenden Wahlperiode nicht angehören zu wollen.
Wolfgang Germ ist verheiratet, Vater einer Tochter und lebt in Klagenfurt.